# アレクセイ・レオンチェフ (心理学者)
アレクセイ・ニコラエヴィチ・レオンチェフ（ロシア語: Алексе́й Никола́евич Лео́нтьев, ラテン文字転写: Alexei Nikolaevich Leont'ev、1903年2月18日 - 1979年1月21日）は、モスクワ出身の旧ソビエト連邦の発達心理学者。心理学三人組（トロイカ）の一人。歴史的－文化的発達理論を追究した。

## 生涯
- 1903年、モスクワに生まれる。
- 1924年、モスクワ大学を卒業。同大学附属心理学研究所に入所。
- 1926年、ルリヤとの共同研究で、論文「感情＝葛藤反応の客観的徴候の研究」を発表。
- 1927年、クルプスカヤ記念共産主義教育アカデミーで教職に就く。
- 1928年、論文「知的不振の子どもと病的に変化した知性をもつ子どもにおける媒介された記銘」を発表。
- 1930年、論文「高等な行動の内的構造の発達」、「子どもの随意的注意の発達」を発表。
- 1931年、『記憶の発達』を著し、学術改善中央委員会・学術優秀賞を受賞[1]。この年、ハリコフへ赴き、ハリコフ教育研究所に就職。
- 1934年、モスクワに戻る。
- 1935年、全ソ実験医学研究所で、「言語の心理学研究」を報告。
- 1941年、教育学博士号を取得。また、モスクワ大学教授となる。
- 1941年から1945年にかけて、特殊病院で、負傷兵の上肢運動機能の回復について心理的・心理生理学的研究を行う。
- 1944年から1950年にかけて、教育科学アカデミー付属心理学研究所の児童心理学部門を指導。
- 1947年、論文「学習の意識性の心理学」を発表。
- 1950年、教育科学アカデミーの正会員となる。
- 1951年、論文「心理の反射的、唯物論的理解と主観的・観念論的理解について」を発表。
- 1955年、論文「心理機能の系的性質について」を発表。
- 1957年、国際心理学連盟執行委員会の委員に選出される。（1976年まで。）
- 1958年、論文「連鎖的運動習慣形成の一つの効果について」を発表。
- 1959年、『精神発達の諸問題』を出版。
- 1960年、研究領域を工学心理学に移行させる。同年、教育科学アカデミーの副総裁となる。
- 1963年、『精神発達の諸問題』で、レーニン賞を受賞。
- 1966年、モスクワ大学心理学部を組織する。学部長となる。
- 1975年、著書『活動と意識と人格』を出版。この書で、ロモノーソフ賞を受賞。
- 1979年、モスクワで死去。

## 論文
- 「学習の意識性の心理学的諸問題」（1947年）
- 「人間における心理的特性と過程の性質と形成」（1955年）
- 「心理学の問題としての学習」（1956年）（邦訳、山口薫訳、明治図書出版『ソビエト教育科学』第6号1962年）
- 「心理学における歴史的方法について」（1959年）
- 「子どもの精神発達の諸原則と知的未発達の問題」（『精神発達の諸問題』（1959年）の抄訳、松野豊訳、明治図書出版『ソビエト教育科学』第28号1967年）
- 「能力の形成について」（1960年）（邦訳、二宮昭訳、ソビエト心理学研究会『ソビエト心理学研究』第25・26号1979年）
- 「人間と文化」（1961年）（邦訳、松野豊訳、ソビエト心理学研究会『ソビエト心理学研究』第2号1966年[2]）
- 「知識習得の理論とプログラム学習」（ガリペリンと共著）（1964年）（邦訳、駒林邦男訳、明治図書出版『ソビエト教育科学』第21号1965年）
- 「ソビエト心理学の形成における意識の問題のための闘争」（1967年）（邦訳、岡林くみ訳、ソビエト心理学研究会『ソビエト心理学研究』第8号1969年）
- 「心理学における活動の問題」（1972年）（邦訳、黒田直実・小島広光共訳、ソビエト心理学研究会『ソビエト心理学研究』第16号1973年）
- 「心理学的研究の対象としてのコミュニケーション」（1975年）（邦訳、新井邦二郎・足立自朗共訳、ソビエト心理学研究会『ソビエト心理学研究』第24号1977年）

## 著書
- 記憶の発達、1931
- 運動の回復（ザポロージェツと共著）、1945
- 精神発達概論、1947
- 精神発達の諸問題、1959
- 認識の心理学 世界書院、1967
- 子どもの精神発達（精神発達の諸問題（1959年）の抄訳） 明治図書、1967
- 活動と意識と人格 明治図書、1980
- ヴィゴツキー・レオンチェフ・エリコニン他ごっこ遊びの世界ー虚構場面の創造と乳幼児の発達 法政出版、1989
- レオンチェフ心理学選集